# Atractus trivittatus
Atractus trivittatus är en ormart som beskrevs av Amaral 1933. Atractus trivittatus ingår i släktet Atractus och familjen snokar. Inga underarter finns listade.
Arten förekommer i Colombia i departementet Santander. Honor lägger ägg. Atractus trivittatus gräver i lövskiktet och i det översta jordlagret.
Det är inget känt om populationens storlek och möjliga hot. IUCN listar arten med kunskapsbrist (DD).